# Heinrich Wilhelm Ernst
Heinrich Wilhelm Ernst (ur. 6 maja 1814 w Brnie, zm. 8 października 1865 w Nicei) – niemiecki kompozytor i skrzypek.

## Życiorys
Po raz pierwszy wystąpił publicznie jako skrzypek w wieku 9 lat. Uczył się w Wiedniu u Josepha Böhma, Josepha Maysedera oraz Ignaza von Seyfrieda. W 1830 roku odbył tournée koncertowe po krajach niemieckich, od 1832 do 1838 roku przebywał w Paryżu. W kolejnych latach koncertował m.in. w Holandii, Anglii, Węgrzech, Polsce i Rosji. W 1855 roku osiadł na stałe w Londynie, gdzie grał w kwartecie z Josephem Joachimem, Henrykiem Wieniawskim i Alfredo Piattim. W 1859 roku ze względu na postępującą gruźlicę zakończył karierę skrzypka, ostatnie lata życia spędził w Nicei.
Uchodził za jednego największych wirtuozów skrzypiec okresu romantyzmu. Wykonał partię skrzypiec w Haroldzie w Italii Hectora Berlioza pod batutą kompozytora podczas występów w Brukseli (1842), Petersburgu (1847) i Londynie (1855). Skomponował liczne wirtuozowskie utwory na skrzypce, m.in. Concerto pathétique fis-moll, Concertino D-dur, Deux nocturnes, Elégie, Polonaise de concert, a także 2 kwartety smyczkowe (B-dur i As-dur).